# LEVEL3
LEVEL3 (LEVEL3?) è il quinto album in studio del trio j-pop Perfume, pubblicato il 2 ottobre 2013.
Esistono due edizioni dell'album: una normale con custodia jewel case, ed una speciale in edizione limitata con custodia jewel case di tre colori diversi (bianca, gialla e rossa trasparenti) e DVD extra.

## Tracce
Tutti i brani sono parole e musica di Yasutaka Nakata.

Dopo il titolo è indicata fra parentesi "()" la grafia originale del titolo.
1. Enter the Sphere (Enter the Sphere?) - 3:36
2. Spring of Life (Album-mix) (Spring of Life (Album-mix)?) - 5:59
3. Magic of Love (Album-mix) (Magic of Love (Album-mix)?) - 4:16
4. Clockwork (Clockwork?) - 4:33
5. 1mm (1mm?) - 4:18
6. Mirai no museum (未来のミュージアム?) - 3:21
7. Party Maker (Party Maker?) - 7:22
8. Furikaeru to iru yo (ふりかえるといるよ?) - 6:16
9. Point (ポイント?) - 3:47
10. Daijobanai (だいじょばない?) - 3:04
11. Handy Man (Handy Man?) - 4:06
12. Sleeping Beauty (Sleeping Beauty?) - 4:53
13. Spending All My Time (Album-mix) (Spending all my time (Album-mix)?) - 4:02
14. Dream Land (Dream Land?) - 5:17

### DVD

Le Perfume (da sinistra: Nocchi, A~chan e Kashiyuka) nel videoclip di 1mm.

Videoclip, registrazioni di live ed extra.
1. 1mm (1mm?); videoclip
2. 「Zutto sukidattanjakee ~ Sasurai no menkata Perfume FES!!」Memorial ♡ (「ずっと好きだったんじゃけぇ～さすらいの麺カタPerfume FES!!」メモリアル♡?); documentario
3. 「Perfume no tadata radio ga suki dakara radio!」 (「Perfumeのただただラジオが好きだからレイディオ！」?); documentario

## Formazione
- Nocchi - voce
- Kashiyuka - voce
- A~chan - voce